# Medinilla microcephala
Medinilla microcephala är en tvåhjärtbladig växtart som beskrevs av Regalado. Medinilla microcephala ingår i släktet Medinilla och familjen Melastomataceae. Inga underarter finns listade i Catalogue of Life.